# Крутец (приток Липни)
Крутец — река в России, протекает в Дедовичском районе Псковской области. Исток реки находится к востоку от деревни Тютьково. Течёт преимущественно на запад. Устье реки находится в 4 км по правому берегу реки Липни. Длина реки составляет 12 км. 
По берегам реки стоят деревни Дубишенской волости: Тютьково, Селище, Берёзово, Крутец и Липня.

## Данные водного реестра
По данным государственного водного реестра России относится к Балтийскому бассейновому округу, водохозяйственный участок реки — Шелонь, речной подбассейн реки — Волхов . Относится к речному бассейну реки Нева (включая бассейны рек Онежского и Ладожского озера).
По данным геоинформационной системы водохозяйственного районирования территории РФ, подготовленной Федеральным агентством водных ресурсов:
- Код водного объекта в государственном водном реестре — 01040200412102000024496
- Код по гидрологической изученности (ГИ) — 102002449
- Код бассейна — 01.04.02.004
- Номер тома по ГИ — 2
- Выпуск по ГИ — 0